# Бенькувка (Куявсько-Поморське воєводство)
Бенькувка (пол. Bieńkówka, нім. Bienkowko) — село в Польщі, у гміні Хелмно Хелмінського повіту Куявсько-Поморського воєводства.
Населення — 265 осіб (2011).
У 1975-1998 роках село належало до Торунського воєводства.

## Демографія
Демографічна структура станом на 31 березня 2011 року:
|          | Загалом | Допрацездатний вік | Працездатний вік | Постпрацездатний вік |
| -------- | ------- | ------------------ | ---------------- | -------------------- |
| Чоловіки | 140     | 32                 | 92               | 16                   |
| Жінки    | 125     | 23                 | 73               | 29                   |
| Разом    | 265     | 55                 | 165              | 45                   |